# Flora statului Peru
Flora Perului este foarte diversă, datorită diversității condițiilor fizico-climatice ale teritoriului, cum ar fi Munții Anzi, curenții oceanici și anticiclonii.

## Flora de pe coastă
În mare parte, pe coasta Pacificului vegetația din Peru este limitată, datorită cantității mai scăzute de precipitații. Dar există o vegetație bogată pe dealurile din Pachacamac, în apropierea provinciei Lima.

## Pădurile
Pădurile tropicale din Peru găzduiesc o varietate de specii de arbori, precum și plante cu flori orchidacee.
Plante existente în junglele peruviane sunt:
- Mahon
- Cedru
- Gumă
- Cinchona
- Vanilla
- Lycaste
- Acacallis
- Cattleya
- Dracula (plantă)
- Epidendrum
- Oncidium